# Dies Bildnis ist zum Morden schön
Dies Bildnis ist zum Morden schön ist ein deutscher Fernseh-Kriminalfilm nach dem gleichnamigen Theaterstück (englischer Originaltitel: The Gentle Hook) von Francis Durbridge, das 1974 uraufgeführt wurde. Der Titel spielt an auf die Arie Dies Bildnis ist bezaubernd schön aus Mozarts Oper Die Zauberflöte, zu der es jedoch keine inhaltlichen Bezüge gibt.

## Handlung
Der Kunstkenner Cedric Lockwood wurde in seinem Haus überfallen und verprügelt, es wurde jedoch nichts gestohlen. Die Innenarchitektin Patricia Harrison soll nun zusammen mit ihrem Assistenten Alan Kyle das Haus wieder herrichten.
Patricia kehrt gerade von Paris nach London zurück und bringt ihrem Vater Brad ein Gemälde mit, das Dominic, ein ehemaliger Schüler von Brad, gemalt hat. Bald darauf kommt ihr Ehemann Philip kurz zu Besuch – die beiden leben getrennt und nun möchte Patricia sich scheiden lassen. Als er wieder geht, schleicht sich ein Fremder in die Wohnung. Er greift Patricia an, während sie gerade einen Brief mit einem Messer öffnet, und sie ersticht ihn, anscheinend in Notwehr. Philip, der kurz darauf zurückkehrt, ruft die Polizei.
Dem Inspektor Lennox gegenüber behauptet Patricia, den Toten, einen Mann namens Charles Venner, nicht zu kennen und ihn für einen Einbrecher gehalten zu haben. Es stellt sich aber heraus, dass Venner auch gerade aus Paris kam und dort im selben Hotel wie Patricia gewohnt hat. Gerald Waddington, ein Freund Patricias, mit dem sie sich in Paris treffen wollte, sah die beiden zusammen. Zudem verhält sich Patricia verdächtig: Sie kehrt für einen Tag nach Paris zurück, behauptet aber, sie sei nur aufs Land gefahren. Philip weiß nicht, ob er ihr noch trauen kann.
Doch da entdecken Philip und Patricia, dass das kitschige Bild von Dominic nur eine Übermalung war und darunter ein Cézanne-Gemälde zum Vorschein kommt. Gegenüber Philip gibt Brad zu, dass er schon mehrmals Kunstfälschungen von Dominic nach England schmuggelte, um sie an Cedric weiterzugeben, die sie verkaufte. Venner kam dieser Fälscher- und Schmuggler-Bande auf die Spur und beschattete Patricia in Paris; offenbar wollte er Brad erpressen.
Kurz darauf – Brad glaubt sich allein in der Wohnung – klingelt das Telefon. Brad geht ran, legt den Hörer aber beiseite, um die Milch vom Herd zu nehmen. Plötzlich steht Patricias Assistent Alan Kyle vor ihm und erschießt ihn. Gerald Waddington wird durchs Telefon Ohrenzeuge des Mordes. Patricia stellt Alan eine Falle, indem sie vorgibt, selbst die Ohrenzeugin gewesen zu sein. Alan gibt zu, Brad getötet zu haben, damit dieser nicht über das Schmuggelgeschäft „auspacken“ kann, aus dem er ohnehin aussteigen wollte. Alan wollte seinen Platz darin übernehmen. Patricia nimmt Alans Aussage mit einem versteckten Diktiergerät auf und kann ihn mit ihrer Pistole bis zum Eintreffen der Polizei in Schach halten.

## Produktion
Der Film wurde von der Produktionsfirma Artus-Film im Fernsehstudio München in Unterföhring gedreht und am 23. November 1987 im ZDF ausgestrahlt. 2014 erschien er bei Studio Hamburg Enterprises auf DVD.